# にっぽんお元気カンパニー
にっぽんお元気カンパニー（ -げんき- ）は、テレビ神奈川（tvk）で放送されていたトーク番組である。
放送日時は、毎週木曜日の9:00 - 9:30（JST）。放送期間は2007年1月4日 - 3月29日。

## 概要
- 毎回ゲストを呼び、法唱院の了海和尚がゲストの話を聞くというもの。
- ゲストには会社社長や芸術家などが多かった。過去に世志凡太、Wモアモアがゲストで出演したことがある。
- 最終回のゲストは番組のプロデューサーと製作会社の社長が出演した。

## 出演者
- 細川了海和尚
- 都築めぐみ
- 浅倉早穂